# Campaña de Reactivación Educativa de Adultos para la Reconstrucción (CREAR)
La Campaña de Reactivación Educativa de Adultos para la Reconstrucción (CREAR), fue una campaña de alfabetización de adultos que se llevó adelante entre los años 1973 y 1974 en Argentina, durante el gobierno de Héctor Cámpora, con la gestión de Jorge Alberto Taiana en el Ministerio de Cultura y Educación, y de Carlos Grosso a la cabeza de la Dirección Nacional de Educación del Adulto (DINEA). Esta campaña fue, además, pensada como una propuesta educativa integral acorde a los intereses y necesidades de los adultos, basada en los postulados de Paulo Freire, la teoría de la liberación y el pensamiento nacional y popular.
Según se estipula en las bases de la campaña, sus tareas se inscribieron en la Dirección Nacional de Educación del Adulto, teniendo como marco de referencia las expectativas y aspiraciones de los trabajadores argentinos. 

## Contexto

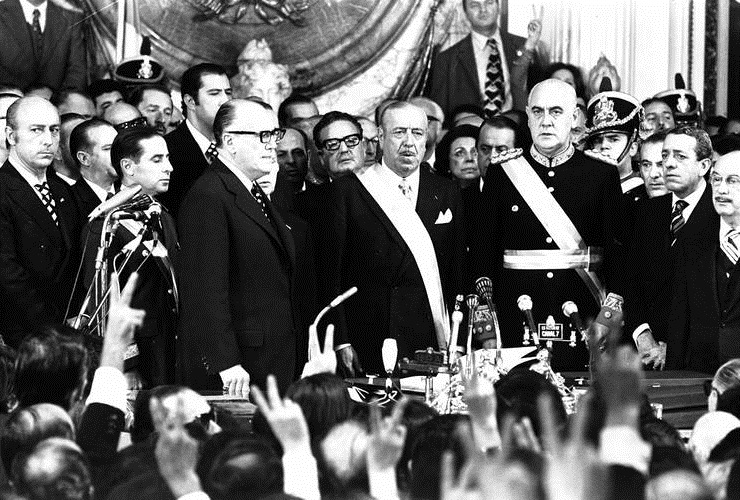
Presidencia Cámpora

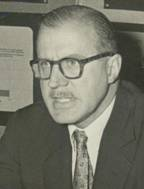
Jorge Alberto Taiana - Ministro de Educación durante el período 1973-1974.

La CREAR fue lanzada oficialmente por el Ministerio de Cultura y Educación el 8 de septiembre de 1973, Día Internacional de la Alfabetización. La creación e implementación de la misma ocurrió en un contexto político y social argentino signado por contradicciones, especialmente al interior del movimiento peronista. En el breve período de la presidencia de Cámpora y la gestión de Taiana en el Ministerio de Educación, se impulsaron especialmente políticas educativas para adultos y a nivel universitario. En estas políticas, se puede ver la influencia de la izquierda peronista.
El gobierno de Cámpora fue sucedido por el de Juan Domingo Perón, quien asume la presidencia en octubre de 1973, luego de las elecciones de septiembre de ese mismo año. Perón fallece el 1 de julio de 1974, quedando a cargo del gobierno la vicepresidenta María Estela Martínez de Perón. Estos cambios implican un giro hacia la derecha dentro del movimiento peronista. En este contexto, la CREAR continúa hasta agosto de 1974, en donde ocurre un cambio de gestión en el Ministerio de Educación, colocando como nuevo Ministro a Ivanisevich. Este cambio implicó la desactivación de todos los programas a cargo de la DINEA, y la posterior disolución de la modalidad de educación de adultos en todo el país. Las únicas excepciones fueron las Escuelas Anexas a las Fuerzas Armadas que eran establecimientos donde se alfabetizaba a los soldados; los jefes militares debían enviar a los soldados a alfabetizar y proveer de los locales para la enseñanza y la DINEA tenía la obligación de dotar el correspondiente personal docente y la supervisión, así como los programas de estudio donde no existía injerencia de las Fuerzas Armadas.

## Metodología

### Fundamentos pedagógicos
Esta campaña, fue considerada la segunda campaña de alfabetización realizada en Argentina y tenía como principios político pedagógicos la descolonización cultural, provocar rupturas con las concepciones dominantes en educación de adultos y la articulación de la política educativa con la educación popular.
La propuesta pedagógica de la CREAR se asentaba sobre dos líneas político-pedagógicas: los postulados freiranos y el pensamiento nacional y popular.
Siguiendo las ideas de Freire, la campaña no se concebía únicamente como la posibilidad de erradicar el analfabetismo, sino como una herramienta pensada para la transformación social, armada acorde a los intereses y necesidades de los adultos. La alfabetización era un paso importante para esta transformación, pero no un objetivo en sí mismo. El sujeto debía poder convertirse en un sujeto activo en su proceso educativo, que lo nutra de herramientas para analizar críticamente su vida cotidiana. Estas ideas, se encontraban cercanas a las Teorías de la Liberación, que fueron una gran influencia en la pedagógica dirigida a los adultos en América Latina durante las décadas de los 60 y 70.
Por otro lado, el pensamiento nacional y popular consideraba la educación de los adultos como una herramienta central en el proceso de reconstrucción nacional. El proyecto educativo se presenta como una clave fundamental en la construcción de nuevas prácticas sociales, que tienen como eje central la toma de decisiones y la participación activa de los sectores populares. La reconstrucción nacional implicaba la liberación de la nación, en el plano económico pero también en el cultural, promoviendo así una colonización cultural. El proceso educativo de los adultos tenía que poder integrarse a las finalidades culturales, sociales, geográficas y económicas de cada región, a fin de ensanchar las bases de la cultura e incorporar la enseñanza al sistema productivo.

### Funcionamiento
La CREAR fue diseñada por etapas: investigación, planificación y preparación; lanzamiento, generalización y evaluación. Cada etapa, tenía a la vez como intención expandir áreas estratégicas de acción, que estaban vinculadas a tres operaciones:
- Operación Alfabetización: Apuntada a erradicar el analfabetismo y semianalfabetismo. Se esperaba a alcanzar a 160. 000 personas que eran analfabetas.
- Operación Rescate: Tenía como objetivo realizar exámenes de nivelación con miras a que las personas culminaron el nivel primario y/o secundario, recuperando las particularidades de cada región del país. Esta operación esperaba alcanzar hasta 300.000 personas.
- Operación Centro: Esta esperaba crear 600 Centros de Cultura Popular, en donde se implementarían acciones culturales y educativas comunitarias, integrando también la capacitación laboral.

Además, la estructura estaba organizada en los niveles nacional, regional, provincial y local. La propuesta implicaba llevar adelante el proceso educativo en el contexto en donde la persona se encontrara, por eso la organización de la campaña se implementó especialmente a nivel barrial, enseñando en locales comunales, iglesias, casas.